# اچ‌ام‌اس باکسر (اف۹۲)
اچ‌ام‌اس باکسر (اف۹۲) (به انگلیسی: HMS Boxer (F92)) یک کشتی بود که طول آن ۱۴۶٫۵ متر (۴۸۱ فوت) بود. این کشتی در سال ۱۹۸۱ ساخته شد.